# Plectrohyla sagorum
Plectrohyla sagorum es una especie de anfibios de la familia Hylidae.
Habita en el noroeste de El Salvador, el sudoeste de Guatemala y el sudeste de Chiapas (México).
Sus hábitats naturales son los montanos secos y los ríos. Está amenazada de extinción por la destrucción de su hábitat natural.